# Santa Fe (dystrykt Darién)
Santa Fe – dystrykt prowincji Darién w Panamie. Został utworzony 2 maja 2019 na podstawie ustawy z 14 lipca 2017 poprzez wydzielenie części dystryktu Chepigana. Stolicą jest Santa Fe.

## Podział administracyjny
Santa Fe podzielone jest na 7 corregimiento:
- Agua Fría
- Cucunatí
- Río Iglesias
- Río Congo
- Río Congo Arriba
- Santa Fe
- Zapallal